# Zamarada euphrosyne
Zamarada euphrosyne är en fjärilsart som beskrevs av Charles Oberthür 1912. Zamarada euphrosyne ingår i släktet Zamarada och familjen mätare. Inga underarter finns listade i Catalogue of Life.